# بغدک
بغدک، روستایی از توابع بخش مرکزی شهرستان رامهرمز در استان خوزستان ایران است. گویش مردم این روستا لری بهمئی می‌باشد. و در نزدیکی قله داودختر به‌جامانده از عهد ساسانیان می‌باشد.

## جمعیت
این روستا در دهستان حومه‌شرقی قرار دارد و براساس سرشماری مرکز آمار ایران در سال ۱۳۹۵، جمعیت آن ۷۲۲ نفر (۸۰خانوار) بوده‌است.